# Psilopygida wagneri
Psilopygida wagneri är en fjärilsart som beskrevs av Eugène Louis Bouvier 1923. Psilopygida wagneri ingår i släktet Psilopygida och familjen påfågelsspinnare. Inga underarter finns listade.